# Gúg
Koordináták: é. sz. 48° 00′ 18″, k. h. 18° 05′ 48″48.005084°N 18.096542°E
Gúg (Gug) puszta Szlovákiában, Szímő község területén.

## Fekvése
A falutól 7 km-re keletre fekszik, a Cerhát-csatorna (Dlhý kanál) jobb partján, Andódtól 1 km-re északra. Áthalad rajta a Szímőt Érsekújvárral összekötő országút.

## Története
Gug puszta nevét a fennmaradt oklevelek 1217-ben említik először írásos alakban. Ekkor mint falu van jelezve, nevét ekkor Gugh formában írták. 1238-ban mint prelidiumot, IV. Béla király a nyitrai vár kötelékéből kivette, és a fehérvári keresztes vitézeknek adományozta. 1245-ben István esztergomi érsek vásárolta meg. Az oklevelek ekkor terra Gug-ként említik, amiből arra lehet következtetni, hogy a tatárjárás alatt elpusztult, megszűnt falu lenni.
1312-ben Csák Máté elfoglalta, ami ellen Tamás érsek tiltakozott, és sikerült is visszaszereznie az érsekség részére. 1403-ban Zsigmond több más faluval együtt, mint az esztergomi érsekség birtokait a lázadások miatt lefoglalta.
1693-ban Széchényi György érsek Gúgpusztát a szimőieknek adományozta. Az adományozást I. Lipót is megerősítette. 1833-ban az érsekség erőszakkal elfoglalja Gúgot, de a szimőiek óvást emeltek a foglalás ellen.
A Gúg határában található szentgyörgyi dűlő helyén régen falu állt. Területén gyakran találtak épületnyomokat is. Gúg ma Szímő településrésze. A szímői szövetkezet szőlőföldjei és borospincéje itt található. Az eredetileg 1122-ben emelt Szent Vendel-kápolna az októberben megrendezett hagyományos szímői-andódi búcsú helyszíne.

## Lásd még
- Szímő